# Disynstemon paullinioides
Genre
Espèce
Disynstemon paullinioides est une espèce de plantes à fleurs dicotylédones de la famille des Fabaceae, sous-famille des Faboideae, originaire de Madagascar. C'est l'unique espèce acceptée du genre Disynstemon (genre monotypique).

## Taxinomie

### Synonymes
Selon The Plant List (6 novembre 2018) :
- Disynstemon madagascariense R.Vig.

- Disynstemon paullinioides var. paullinioides
- Lonchocarpus paullinioides Baker

### Liste des variétés
Selon Catalogue of Life (6 novembre 2018) :
- Disynstemon paullinioides var. hirsutus
- Disynstemon paullinioides var. paullinioides